# ریچموند (ایندیانا)
ریچموند، ایندیانا (به انگلیسی: Richmond, Indiana) یک شهر در ایالات متحده آمریکا با جمعیت ۳۶٬۸۱۲ نفر است که در ایندیانا واقع شده‌است.

## موقعیت جغرافیایی
موقعیت جغرافیایی شهرها و مناطق اطراف به شرح زیر است: